# 偏側性
偏側性（英文：Laterality）是指大多數人對身體某一側的偏好高於另一側。例如左/右撇子或左/右慣用腳，它也可以指大腦左半球或右半球的主要用途。它也可能適用於動物或植物。大多數測試是針對人類進行的，特別是用於確定對語言的影響。

## 外部連結
- Development and disorders of lateral dominance and the development of specialised centres and functions in the left and right brain hemispheres